# Albert Esser
Alexander Albert Maria Esser (* 25. Januar 1885 in Düsseldorf; † 4. Februar 1972 ebenda) war ein deutscher Mediziner, Augenarzt und Medizinhistoriker.

## Leben
Albert Esser war ein Sohn des Düsseldorfer Brauereibesitzers und Schenkwirts Wilhelm Esser.  Der Schauspieler Peter Esser war sein jüngerer Bruder.
Albert Esser besuchte das humanistische Gymnasium in Düsseldorf, studierte zunächst Rechtswissenschaften in Freiburg im Breisgau, wechselte dann den Studiengang und studierte ab dem folgenden Semester Humanmedizin an der Rheinischen Friedrich-Wilhelms-Universität Bonn, der Friedrich-Wilhelms-Universität zu Berlin, der Albert-Ludwigs-Universität Freiburg und der Ruprecht-Karls-Universität Heidelberg.
Im Jahr 1909 legte er in Heidelberg die medizinische Staatsprüfung ab, wurde zum Dr. med. promoviert und 1910 approbiert. Im  Ersten Weltkrieg diente er in der Zeit von 1914 bis 1918 als Oberarzt der Reserve und praktizierte nach Kriegsende ab 1919 als niedergelassener Augenarzt in Düsseldorf.
In den Jahren von 1926 bis 1930 absolvierte Albert Esser ein Sanskrit-Studium an der Rheinischen Friedrich-Wilhelms-Universität Bonn und der Universität zu Köln, wo er am 21. Juni 1930 zum Dr. phil. promoviert wurde.
Albert Esser habilitierte sich im Jahr 1940 an der medizinischen Fakultät der Ruprecht-Karls-Universität Heidelberg und wurde später nach Kriegsende zum 14. März 1946 als Dozent und Honorarprofessor für Geschichte der Medizin an die wiedereröffnete Medizinische Akademie Düsseldorf berufen, an der er erst aus Altersgründen im Sommer 1961 sein Lehramt niederlegte.
Er war Mitherausgeber von Sudhoff’s Archiv für Geschichte der Medizin und Naturwissenschaften und der Klinischen Monatsblätter für Augenheilkunde.
Albert Esser wurde 1953 in der Sektion Wissenschafts- und Medizingeschichte zum Mitglied der Deutschen Akademie der Naturforscher Leopoldina gewählt.
Er war seit 1922 mit der Augenärztin Hella, geborene Rieth, verheiratet.
Von seiner Korrespondenz sind ein Brief von ihm an den deutschen Altphilologen Franz Dornseiff sowie ein Brief an den Klassischen Philologen Karl Preisendanz erhalten.

## Schriften (Auswahl)
- Beitrag zur Statistik der puerperalen Thrombosen und Embolien nach dem Material der Heidelberger Frauenklinik vom 1.1.1903 bis 31.12.1908. Dissertation Heidelberg 1910.
- Die Ophthalmologie des Bhãvaprakãśa, quellenkritisch bearbeitet. I. Teil: Anatomie und Pathologie (= Studien zur Geschichte der Medizin. Heft 19). J. A. Barth, Leipzig 1930.
- Die ophthalmologische Therapie des Bhãvaprakãśa. In: Sudhoffs Archiv für Geschichte der Medizin. Band 25, 1932, S. 184–213.
- Die Ophthalmologie des Susruta (= Studien zur Geschichte der Medizin. Heft 22). J. A. Barth, Leipzig 1934.
- Das Antlitz der Blindheit in der Antike. Stuttgart 1939.
- Zur Geschichte der Erfindung des Augenspiegels. In: Klinische Monatsblätter für Augenheilkunde. Band 116, 1950, S. 1–14.
- Geschichte der Deutschen Ophthalmologischen Gesellschaft. München 1957-
- Das Antlitz der Blindheit in der Antike. Die kulturellen und medizinhistorischen Ausstrahlungen des Blindenproblems in den antiken Quellen. 2., erweiterte Auflage. Leiden 1961.
- Zum 400. Geburtstage Fabricius Hildanus (= Fabrystudien. 1). Hilden 1961 (= Niederbergische Beiträge. Band 8).